# Curto-circuito

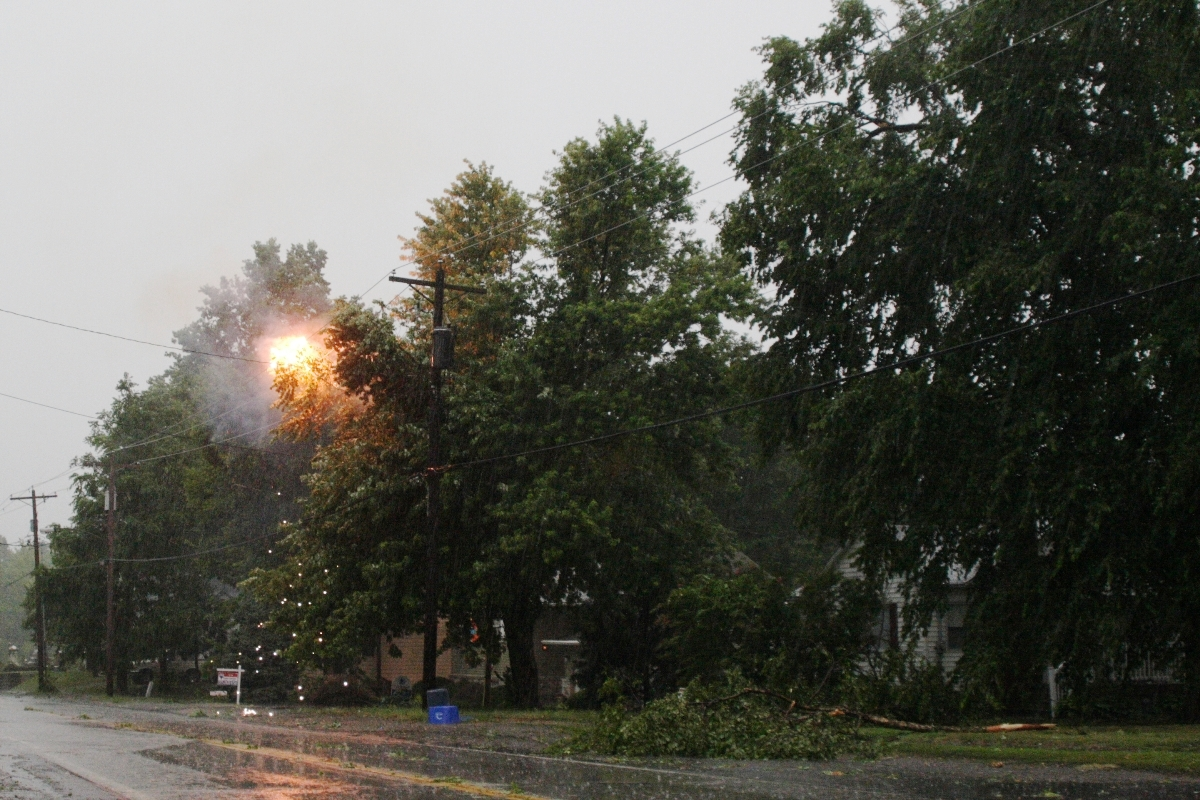
Um curto-circuito provocado por uma junção de um fio elétrico com outro.

Curto-circuito é a passagem de corrente elétrica acima do normal em um circuito devido à redução abrupta da impedância deste. Normalmente o curto-circuito provoca danos tanto no circuito elétrico em que ocorre como no elemento que causou a redução de impedância.
Um exemplo de curto-circuito, que acidentalmente é comum em residências, ocorre quando se coloca as extremidades de um fio metálico nos orifícios de uma tomada. Geralmente os curto-circuitos provocam reações violentas devido à dissipação instantânea de energia, tais como: explosões, calor e faíscas. É uma das principais causas de incêndios em instalações elétricas mal conservadas ou com erros de dimensionamento.

## Curto-circuitos emsistemas elétricos de potência
Ocorre curto-circuito quando uma ligação errada é feita eliminando componente(s) do circuito, a diferença de potencial elétrico (ddp) vale zero e a corrente elétrica passa pelo fio que não tem resistência. A análise de curto-circuitos envolve dois corpos é uma disciplina da engenharia eléctrica que utiliza ferramentas  matemáticas, tais como os componentes simétricos, para calcular os curto-circuitos. É importante salientar que a os engenheiros devem se cuidar, classificando um curto-circuito como sendo uma região num circuito elétrico na qual a d.v.p. (diferença de variação potencial) é nula.
O objetivo principal dessa disciplina é reajustar adequadamente negócios de proteção de geradores, linhas de transmissão e de redes de distribuição de energia elétrica.